# Neckartor

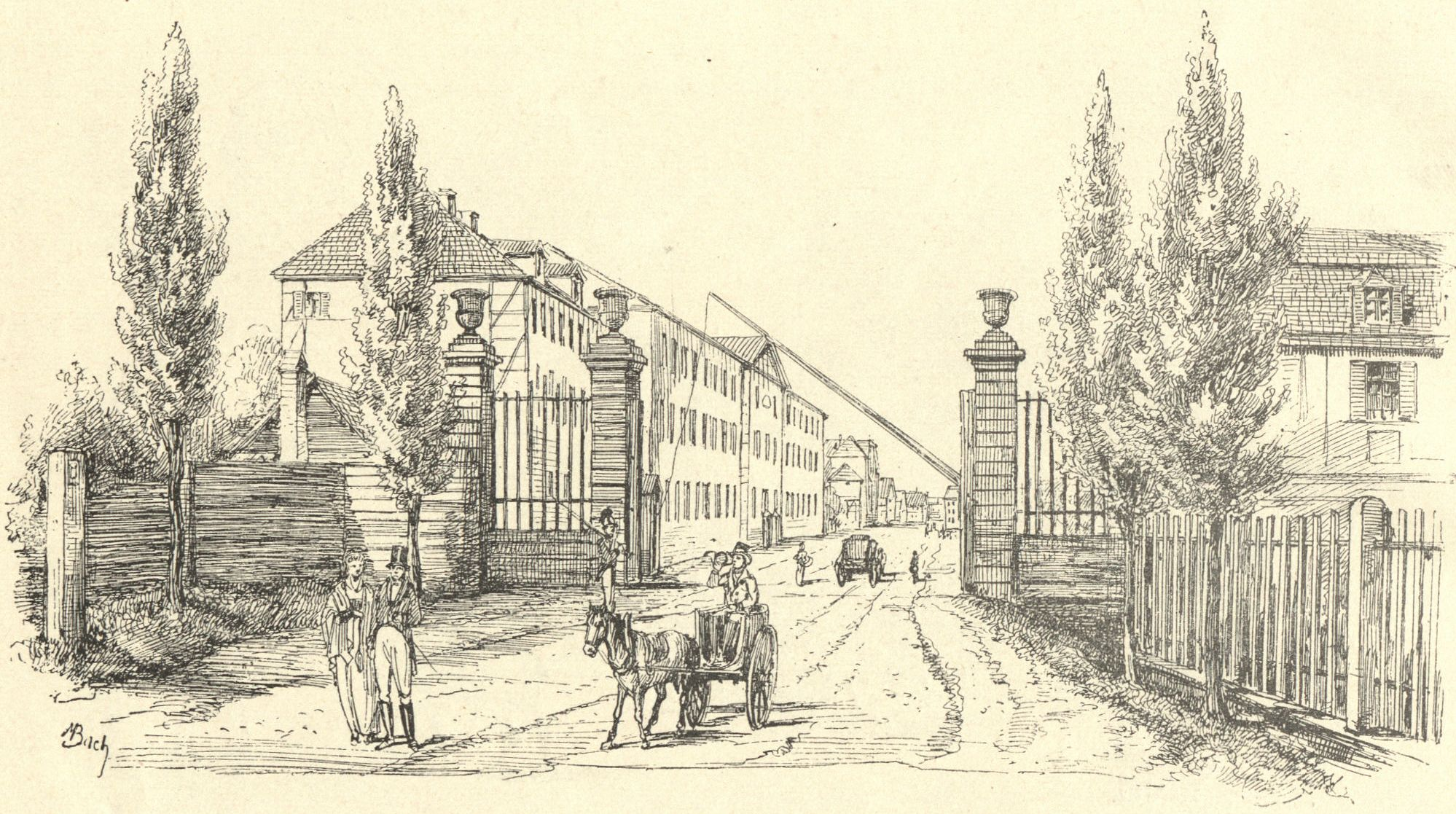
Das Neckartor 1812

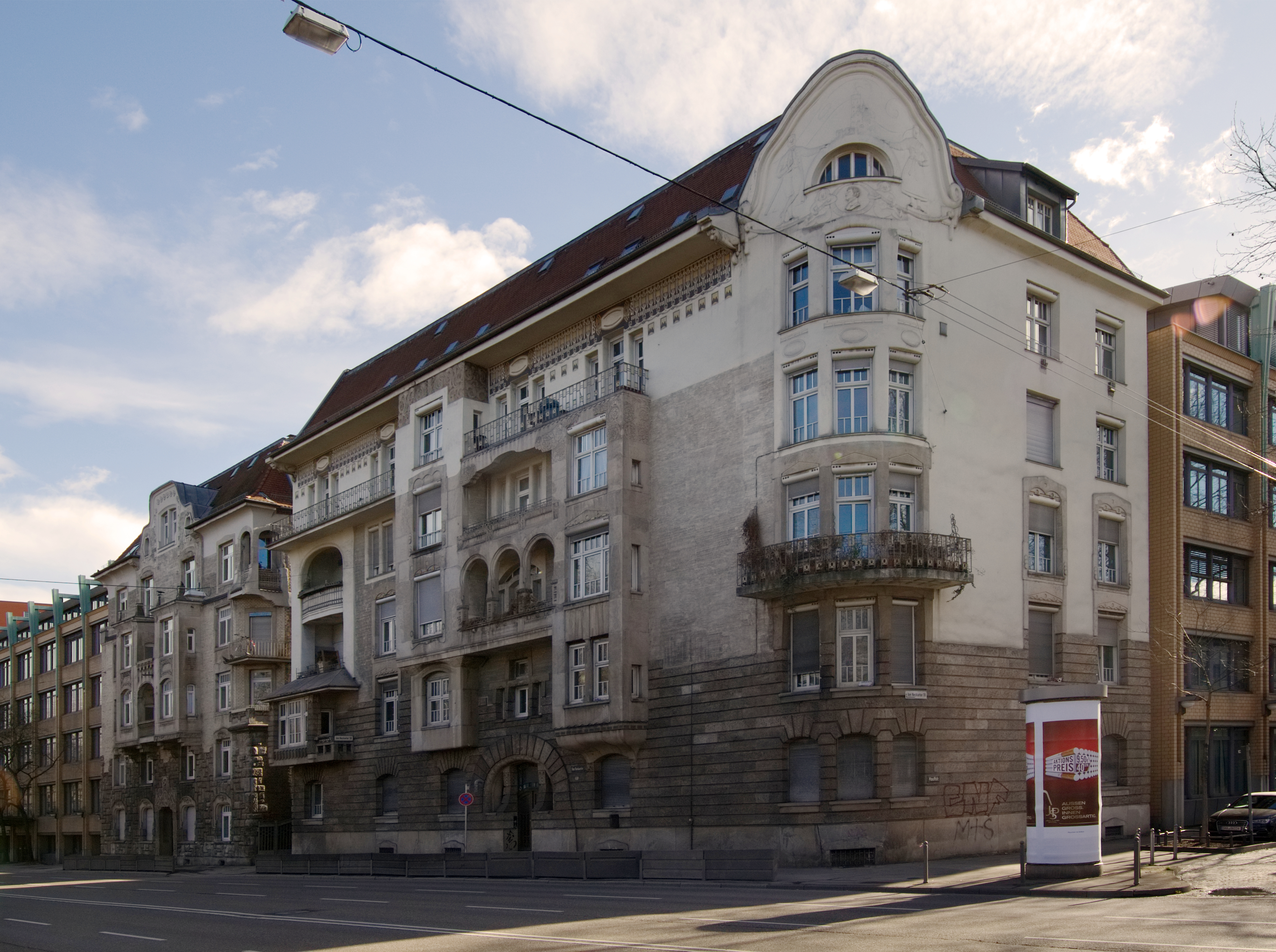
Mietshäuser im Jugendstil

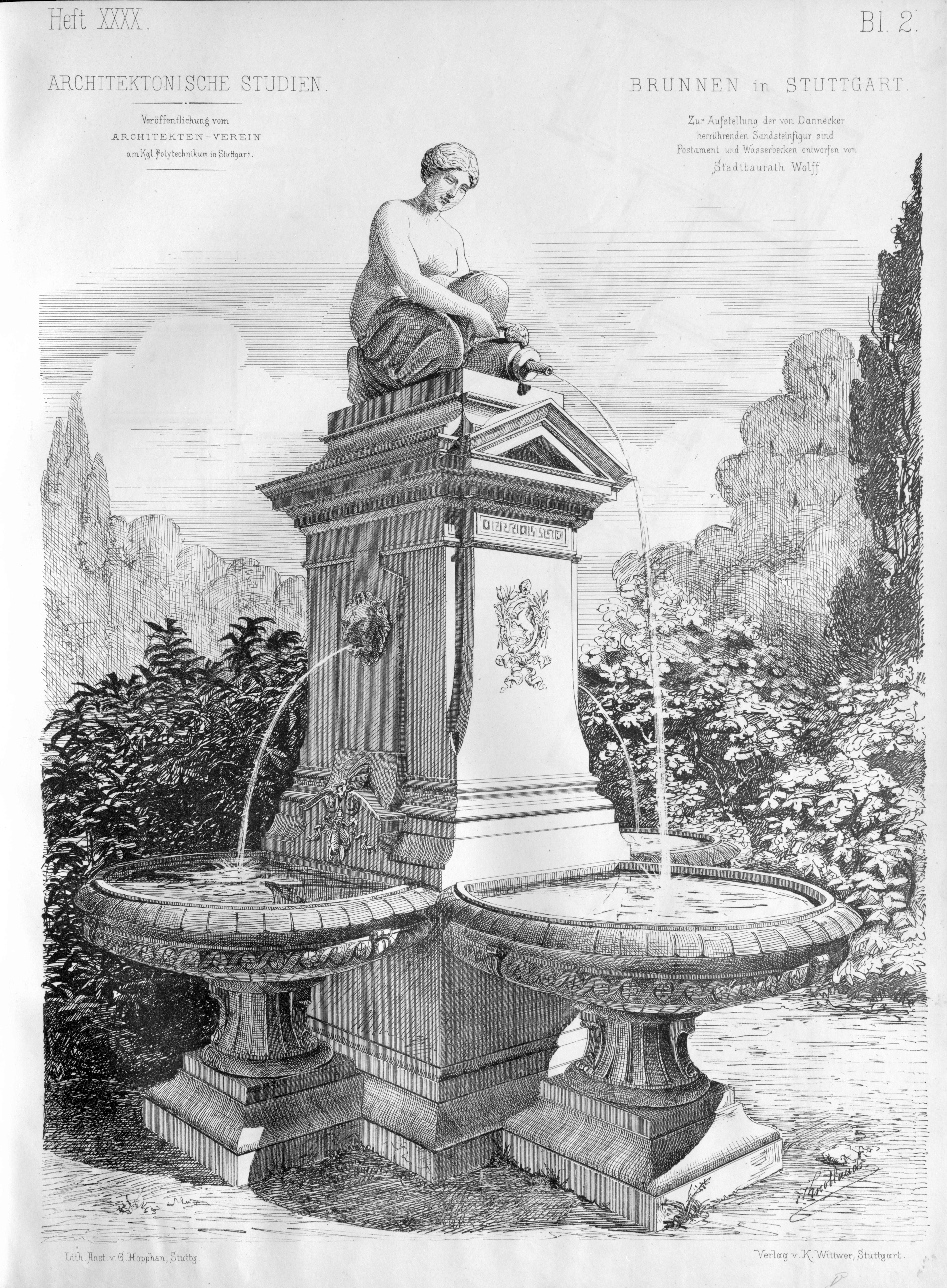
Nymphenbrunnen am Neckartor in Stuttgart mit der Figur einer Quellnymphe oder Brunnennymphe, 1877 (1944 zerstört)

Das Neckartor ist ein Verkehrsknotenpunkt in Stuttgart im Kernerviertel. Die Straße Am Neckartor erinnert an das gleichnamige Stuttgarter Stadttor, das ebenso wie alle anderen heute verschwunden ist. Heute passieren rund 50.000 Autos pro Tag den Straßenabschnitt. Er verbindet auf der B 14 die Willy-Brandt-Straße mit der Cannstatter Straße. Während sich westlich der Schlossgarten und dahinter der Hauptbahnhof anschließen, zweigen beim Stadtbahn-Zugang in östlicher Richtung mehrere Straßen ab. Nördlich davon befindet sich vor der Heilmannstraße eine bekannte Luftmessstation.
Bekannt wurde das Neckartor 2014 aufgrund besonders hoher Feinstaubwerte als „dreckigste Straße Deutschlands“.

## Bekannte Bauwerke in unmittelbarer Nähe
Am Neckartor (Hausnummern 18 und 20) befinden sich denkmalgeschützte Jugendstilgebäude von Emil Rein. Gegenüber befand sich der 1877 aufgestellte Nymphenbrunnen von Johann Heinrich Dannecker, damals noch in Sandstein, der 1944 bei einem Bombenangriff zerstört worden ist. Eine Kopie der Brunnennymphe wurde danach im angrenzenden Schlossgarten aufgestellt. Von 1812 bis 1873 befand sich auf dem angrenzenden Gelände eines königlichen Landschlösschens die von Friedrich I. gegründete Menagerie, der Vorgänger der heutigen Wilhelma (siehe dort). 1913/1914 unterhielten Oskar Schlemmer und sein Bruder Wilhelm den Neuen Kunstsalon, der Werke von August Macke und Eugen Zeller zeigte.

## Luftmessstation

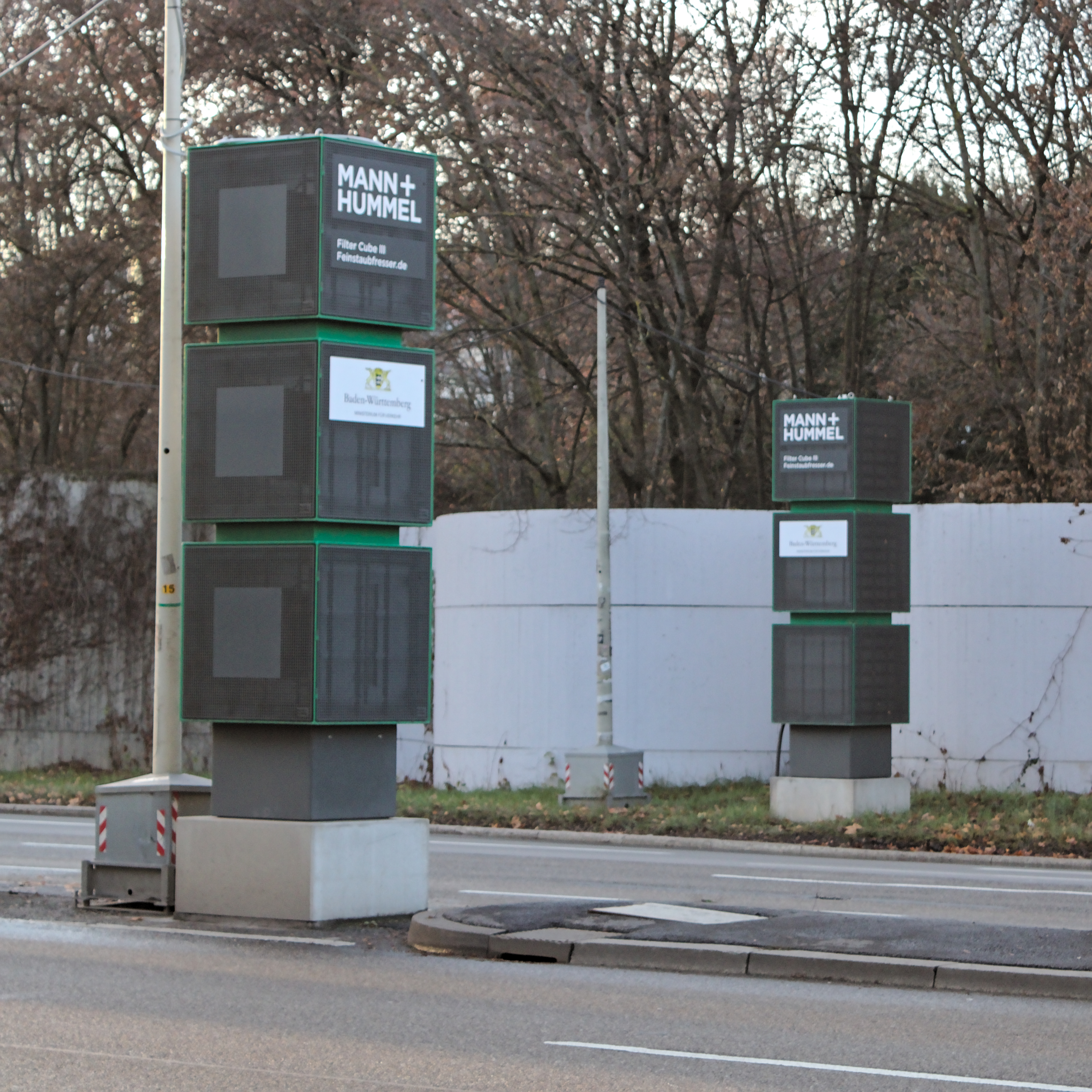
Filtersäulen

Am Neckartor befindet sich seit 2001 eine Luftmessstation (mit Messungen seit Dezember 2003), die die benachbarte Kreuzung jahrelang als „Deutschlands dreckigste“ auswies und noch immer die bekannteste Luftmessstation Deutschlands ist. Es gibt Messeinrichtungen für ein dreiwöchiges Analyseverfahren in den Feinstaubklassen PM10 und PM2,5 sowie zur sofortigen Messung ein Streulichtverfahren. Sie ist die einzige Station dieser Art in Stuttgart und ergänzt die Passivsammler, die im ganzen Stadtgebiet als kleine und kostengünstige Messgeräte im Einsatz sind. Ende 2018 wurden am gesamten Straßenabschnitt 17 Filtersäulen aufgestellt. Im Rahmen eines Pilotprojekts soll in einem Zeitraum von zwei Jahren erprobt werden, ob sie die Feinstaubbelastung und damit auch die Grenzwertüberschreitungen wirksam reduzieren können. Zuvor waren u. a. eine Mooswand, Nassstaubsauger und besonders beschichtete Bodenplatten installiert worden, die jedoch nicht den ganzen Straßenabschnitt von Schadstoffen entlasten konnten. Zuletzt wurden spezielle Wandfarben und Fahrbahnbeläge eingesetzt, um die Stickoxidwerte zu vermindern. Niedrig genug sind sie immer noch nicht. Deshalb wurden auch Radarfallen installiert und auf der durchfahrenden Buslinie Hybrid-Expressbusse eingesetzt.
2019 wurde an der Messstation wiederholt gegen die Fahrverbote für Euro-IV-Dieselfahrzeuge demonstriert. Nachdem sich die Schadstoffbelastung bis zum Sommer 2019 nicht deutlich verbessert hatte, gilt das Dieselfahrverbot seit Anfang 2020 auch für Euro-V-Fahrzeuge. In der Vergangenheit wurde die Messstation mehrfach beschädigt und dadurch außer Betrieb gesetzt.